# Mucrencya
Mucrencya är ett släkte av skalbaggar. Mucrencya ingår i familjen Melolonthidae.
Kladogram enligt Catalogue of Life:
| Mucrencya | \| \| Mucrencya inermis \| \| \| \| \| \| Mucrencya mucronata \| \| \| \| |
|           | \| \| Mucrencya inermis \| \| \| \| \| \| Mucrencya mucronata \| \| \| \| |
|           | Mucrencya inermis                                                         |
|           |                                                                           |
|           | Mucrencya mucronata                                                       |
|           |                                                                           |